# Liste der Sultane des Osmanischen Reichs
Die Liste der Sultane des Osmanischen Reichs enthält alle Herrscher des Reiches von seiner Gründung 1299 bis zu seiner Auflösung 1922. Der türkische Titel Sultan bezeichnet in erster Linie einen weltlichen Herrscher, beinhaltet aber auch eine religiöse Autorität. Die osmanischen Sultane entstammten der Untergruppe Kayı der Oghusen.
Sultan ist die Bezeichnung, die üblicherweise für den osmanischen Herrscher verwendet wird. In der osmanischen Verfassung von 1876 wird der Sultan als Padişah bezeichnet (Ableitung von Schah). Daneben führten die osmanischen Herrscher in ihrer Titulatur zahlreiche andere Titel und Prädikate.

## Sultane des Osmanischen Reichs
| | Name (Lebensdaten)                                                | Regierungszeit      | Anmerkungen |
| --- | ----------------------------------------------------------------- | ------------------- | --- |
| | Osman I. (1258/1259–1326)                                         | 1288–1326           | Gründer des Osmanischen Reiches. Er war zunächst ein Vasall der Rum-Seldschuken, machte sich aber ab 1299 unabhängig und eroberte in der Folgezeit große Teile des nordwestlichen Kleinasiens. |
| | Orhan I. (1281–1359)                                              | 1326–1359           | Erster osmanischer Herrscher, der den Titel Sultan verwendete. Gründer der Janitscharen. |
| | Murad I. (1326–1389)                                              | 1359–1389           | Weitete den Machtbereich seines Landes nach Europa aus. |
| | Bayezid I. (1360-8./9. März 1403)                                 | 1389–1402           | Er konnte zunächst weitere Gebiete in Europa und Asien erobern, wurde aber 1402 von den Mongolen unter Timur Lenk vernichtend geschlagen und starb in Gefangenschaft. |
| In den Jahren 1402–1413 herrschte Streit über die Thronfolge zwischen den Söhnen Bayezids (siehe Osmanisches Interregnum). In einigen älteren Chroniken werden daher ebenfalls als Sultane geführt: Süleyman Çelebi (1403–1410) als Süleyman I. Musa Çelebi (1411–1413) |                                                                   |                     | |
| | Mehmed I. (1389–1421)                                             | 1413–1421           | Stellte nach dem Interregnum die osmanische Herrschaft wieder her. |
| | Murad II. (1404–1451)                                             | 1421–1444 1446–1451 | Dankte nach dem Tod seines ältesten Sohnes zugunsten seines zweiten Sohnes ab. Ein Aufstand der Janitscharen zwang ihn, 1446 die Macht erneut zu übernehmen. |
| | Mehmed II., „der Eroberer“ (30. März 1432 – 3. Mai 1481)          | 1444–1446 1451–1481 | Eroberte am 29. Mai 1453 Konstantinopel und machte es zur neuen Hauptstadt des Osmanischen Reiches. |
| | Bayezid II., „der Fromme“ (3. Dezember 1447 – 26. Mai 1512)       | 1481–1512           | Führte erfolgreich Krieg gegen Venedig. |
| | Selim I., „der Gestrenge“ (10. Oktober 1470 – 21. September 1520) | 1512–1520           | Entmachtete 1512 seinen Vater Bayezid II. Selim bekämpfte die Schiiten, führte Krieg gegen Persien und weitete die osmanische Herrschaft nach Syrien und Ägypten aus. |
| | Süleyman I., „der Prächtige“ (27. April 1495 – 6. September 1566) | 1520–1566           | Führte mehrere erfolgreiche Feldzüge gegen Ungarn, eroberte Tunis, Rhodos, Teile Persiens und Bagdad. 1529 kam es zur ersten Belagerung von Wien. Er gilt, auch aufgrund seiner Gesetzgebungstätigkeit, von der sein späterer osmanischer Beiname Ḳānūnī herrührt, als einer der bedeutendsten osmanischen Herrscher. Das Reich erlebte, zum Beispiel durch die Bauwerke Sinans, auch kulturell eine Blüte. |
| | Selim II., „der Trunkene“ (30. Mai 1524 – 13. Dezember 1574)      | 1566–1574           | Er sandte Missionare nach Südostasien, ließ Zypern und Tunesien erobern. |
| | Murad III. (1546–1595)                                            | 1574–1595           | Führte einen langen Persienfeldzug. Unter seiner Herrschaft brach der Lange Türkenkrieg aus, der über seinen Tod hinaus dauerte. Ebenso wurden die ersten Kapitulationen mit England unterschrieben. |
| | Mehmed III. (26. Mai 1566 – 22. Dezember 1603)                    | 1595–1603           | Führte Krieg gegen Österreich, zeigte ansonsten aber wenig Interesse an Politik. |
| | Ahmed I. (18. April 1590 – 22. November 1617)                     | 1603–1617           | Kriege gegen Österreich und Persien endeten ungünstig für das Osmanische Reich. |
| | Mustafa I. (1592 – 20. Januar 1639)                               | 1617–1618           | Bruder von Ahmed I. War offenbar geistig zurückgeblieben und wurde 1618 abgesetzt. |
| | Osman II. (3. November 1604 – 20. Mai 1622)                       | 1618–1622           | Sohn von Ahmed I. Führte erfolglos Krieg gegen Polen. Während einer Palastrevolte wurde er ermordet. |
| | Mustafa I. (1592 – 20. Januar 1639)                               | 1622–1623           | Bruder von Ahmed I. Nach der Ermordung seines Neffen Osman II. kurzzeitig wieder eingesetzt. |
| | Murad IV. (16. Juni 1610/11/12-8. Februar 1640)                   | 1623–1640           | Sohn Ahmeds I. Festigte seine Macht durch strenge Gesetze. |
| | İbrahim, „der Verrückte“ (4. November 1615 – 18. August 1648)     | 1640–1648           | Sohn Ahmeds I. Begann einen langwierigen und verlustreichen Krieg gegen Venedig um die Insel Kreta. |
| | Mehmed IV. (2. Januar 1642 – 6. Januar 1693)                      | 1648–1687           | Sohn İbrahims. Überließ die Regierung seinen Großwesiren. Diese, zunächst aus der Familie Köprülü, führten den Krieg um Kreta erfolgreich zu Ende, in Kriegen gegen Österreich und Polen erreichte das Osmanische Reich seine größte territoriale Ausdehnung in Europa. Die Unterstützung ungarischer Aufständischer gegen Österreich führte zur erfolglosen Zweiten Belagerung Wiens durch die Türken. Der Misserfolg und die Verluste im dadurch eingeleiteten Krieg gegen die Heilige Liga führten zu seiner Absetzung. |
| | Süleyman II. (15. April 1642 – 23. Juni 1691)                     | 1687–1691           | Sohn İbrahims. Seine Regierungszeit war geprägt von inneren Unruhen und weiter erfolglosem Krieg gegen Österreich. |
| | Ahmed II. (1642 oder 1643 – 6. Februar 1695)                      | 1691–1695           | Sohn Ibrahims. Führte weiter erfolglos Krieg gegen Österreich und Venedig. |
| | Mustafa II. (6. Februar 1664 – 1704)                              | 1695–1703           | Sohn Mehmeds IV. Musste im Frieden von Karlowitz große Gebiete in Europa an Österreich, Venedig, Polen und Russland abtreten. Wurde 1703 von den Janitscharen abgesetzt. |
| | Ahmed III. (1673 – 1. Juli 1736)                                  | 1703–1730           | Sohn Mehmeds IV. Beteiligte sich an der Seite Schwedens am Großen Nordischen Krieg gegen Peter den Großen und gewann den russischen Schwarzmeerhafen Asow zurück. Eroberte die Peloponnes von Venedig zurück, verlor aber weitere Gebiete an Österreich. Seine Regierungszeit, auch als Tulpenzeit bekannt, war eine Zeit kultureller Blüte. Wurde 1730 im Patrona-Halil-Aufstand gestürzt und von den Janitscharen abgesetzt.                                                                                             |
| | Mahmud I. (1696–1754)                                             | 1730–1754           | Sohn Mustafas II. Konnte einige zuvor von Österreich eroberte Gebiete zurückgewinnen. |
| | Osman III. (2. Januar 1699 – 30. Oktober 1757)                    | 1754–1757           | Sohn Mustafas II. |
| | Mustafa III. (28. Januar 1717 – 21. Januar 1774)                  | 1757–1774           | Sohn Ahmeds III. Er versuchte, Staat und Armee zu modernisieren und gründete mehrere Akademien. |
| | Abdülhamid I. (20. März 1725 – 7. April 1789)                     | 1774–1789           | Sohn Ahmeds III. Während seiner Regierungszeit kam es zu Aufständen in Syrien und Palästina. Kriege gegen Russland, Österreich und Persien endeten mit osmanischen Gebietsverlusten. Machte erstmals im diplomatischen Verkehr Titel und Amt des Kalifen geltend. |
| | Selim III. (24. Dezember 1762 – 28. Juli 1808)                    | 1789–1807           | Sohn Mustafas III. Führte weitgehende Reformen durch. Durch konservative Kräfte abgesetzt und ermordet. |
| | Mustafa IV. (8. September 1779 – 17. November 1808)               | 1807–1808           | Sohn Abdülhamids I. Von Anhängern Selims III. ermordet. |
| | Mahmud II. (20. Juli 1785 – 1. Juli 1839)                         | 1808–1839           | Sohn Abdülhamids I. Er begann mit zahlreichen Reformen in Staat und Armee und schaffte das Janitscharenkorps ab. Er betrieb die Zentralisierung des Reichs, indem er damit begann, die in den vergangenen Jahrhunderten entstandenen autonomen Herrschaften der Derebeys und Provinzgouverneure wie Tepedelenli Ali Pascha oder der Dynastie des Hasan Pascha zu beseitigen. Während seiner Regierungszeit ereignete sich die Griechische Revolution. Er führte erfolglos Kriege mit Muhammad Ali Pascha von Ägypten.      |
| | Abdülmecid I. (25. April 1823 – 25. Juni 1861)                    | 1839–1861           | Unter ihm begann die Reformära des Tanzimat. Außenpolitisch wurde mit dem Pariser Frieden von 1856 nach dem Ende des Krimkriegs das Osmanische Reich in das europäische Staatensystem aufgenommen. |
| | Abdülaziz (8. Februar 1830 – 4. Juni 1876)                        | 1861–1876           | In Europa kam es zu mehreren Aufständen gegen die osmanische Herrschaft. Wurde durch einen Staatsstreich abgesetzt und starb unter mysteriösen Umständen. |
| | Murad V. (21. September 1840 – 29. August 1904)                   | 1876                | Nach nur drei Monaten Regierungszeit wegen psychischer Schwäche abgesetzt. |
| | Abdülhamid II. (21. September 1842 – 10. Februar 1918)            | 1876–1909           | Bruder Murads V. Zu Beginn seiner Herrschaft verlor das Osmanische Reich die Kontrolle über einen Großteil der europäischen Besitzungen. Konnte im weiteren Verlauf im Wesentlichen den territorialen Bestand des Reiches halten. Führte als einziger der Sultane der Spätzeit ein persönliches Regiment. Wurde durch die Jungtürkische Revolution entmachtet und abgesetzt. |
| | Mehmed V. Reşat (2. November 1844 – 3. Juli 1918)                 | 1909–1918           | Bruder Abdülhamids II. Im Verlauf der Balkankriege schrumpfte der osmanische Machtbereich in Europa im Wesentlichen auf die Grenzen der heutigen Türkei zusammen. War Sultan während fast der gesamten Dauer des Ersten Weltkriegs. |
| | Mehmed VI. Vahdettin (4. Januar 1861 – 16. Mai 1926)              | 1918–1922           | Bruder Mehmeds V. Letzter Herrscher des Osmanischen Reiches. Verlor nach dem Ersten Weltkrieg auch die arabischen Gebiete des Osmanischen Reiches. Nach der Abschaffung des Sultanats im November 1922 ging er ins Exil nach San Remo. Das Amt des Kalifen wurde nach seiner Ausreise noch bis zum 3. März 1924 durch Abdülmecid II. bekleidet. |